# 打光
《打光》（英語：The Lighting）是臺灣藝術家致穎執導的2021年實驗紀錄短片，影片透過智慧型手機與相機演算法的研究來思考隱藏在技術發展中的問題。本片曾於第72屆德國柏林影展於歐洲首映， 並入圍第59屆金馬獎最佳紀錄短片。